# Michał Antoniewicz
Michał Woysym-Antoniewicz (Cracóvia, 7 de julho de 1897 - 1 de dezembro de 1989) foi um ginete polonês, especialista em saltos, medalhista olímpico.

## Carreira
Michał Antoniewicz representou seu país nos Jogos Olímpicos de 1928, na qual conquistou a medalha de prata nos saltos por equipes, e bronze no CCE por equipes, em 1928.